# 钓鱼执法
钓鱼执法（英語：Entrapment），或稱釣魚偵查、誘捕、钓鱼式执法、倒钩（执法）、执法圈套、犯罪挑唆等，是執法人員或國家代理人誘使某人犯下該人本來不太可能或不願犯下的“罪行”的做法。 它“是官員或（其）代理人對犯罪的構想和計劃，以及除非官員或國家代理人的詭計、說服或欺詐，使得原先可能不會實施犯罪的人實施犯罪”。
有些地方警察誘捕犯人這一行為會不受支持，因此，在許多司法管轄區，可以作為對刑事責任的辯護（理據）。緝捕圈套，即警察或特工通過欺騙行動試圖抓住犯罪者，引起人們對可能被誘捕的擔憂。
根據司法管轄區的法律，控方可能需要在排除合理懷疑的情況下證明被告沒有被陷害，或者被告可能需要證明他們被陷害以阻卻違法。

## 定義
犯罪偵查（或犯罪挑唆）之成立必須是國家介入一個尚未發生或正在進行中的犯罪。故必須就「犯罪是否已經結束」是否「積極貢獻犯罪進行」或只是被動記錄犯罪過程，以及是否具備「國家性」進行判斷。
就犯罪是否結束而言，除現行犯逮捕之外，一般的偵察活動都是在犯罪已經結束才發動。但在釣魚偵察時，國家必須是積極介入尚未結束（包含正在進行或尚未發生）的犯罪。例如警員假裝自己欲購買毒品，而去接近藥頭，而在其交付毒品時逮捕之。在本例中，若無警員佯裝購買之行為，則根本不會有販賣毒品之犯罪，故屬於國家介入尚未發生之犯罪。
再來，若國家並無積極介入，僅是被動紀錄犯罪過程，而對犯罪的進行或成立無積極有效貢獻，只是被動等待犯罪完成，則不屬於釣魚偵查。例如在上述案例中，若警員僅是依靠線民得知毒品買賣地點，而跟監等待買賣完成突襲逮捕，則不屬於釣魚偵查。
最後，是否為釣魚偵查必須要判斷該等介入是否具備國家性。所謂國家性乃是指支配與介入犯罪者乃是國家而不是一般人民。例如警察臥底或依其職務介入犯罪，必定具備國家性。但在上述案例中，若警察利用線民向藥頭表示要購買毒品，則是否具備國家性? 其判斷標準在於，該等私人是否在國家權力的支配下。例如警察利用受到逮捕的犯人介入尚未終結之犯罪，由於可以肯定該犯人在國家權力的緊密支配之下，故可以肯定其國家性。

## 历史
钓鱼执法在证据学上存在一定的历史，但是随着法治的日渐成熟，非法取得的证据已不被承认，被一些国家所抛弃；例如證據排除法則和毒樹果實理論。

### 中國大陸

#### 名词
- “钓头”：管理“钩子”的人，负责组织钩子工作，分配利润，听从执法部门调遣。根据新华社记者的报道：“一名自称做过“钓头”的女性对记者透露，一般来说，一个区域大致有一两个“钓头”，“钓头”手下有20个左右“钓钩”。开展集中执法行动之前，交通营运执法部门的负责人会与“钓头”接头。一星期开展一次集中行动，每次都能抓200辆左右黑车。执法部门与“钓头”谈好，抓一辆黑车给500元，200元“钓头”自留，200元给“钓钩”，另外100元是给执法人员的回扣。“钓头”和“钓钩”之间一个月结一次“工资”。”[7]
- “钩子”/“钓钩”：听从钓头安排，负责钓鱼，即诱骗鱼（民）上当的人员，成功上车后，当车驶近执法人员时，要一手拉手刹，一手拔车钥匙，配合执法人员查扣车辆。每钓到一条鱼（民），可获利约400元人民币。[8]钩子因遭鱼（民）怨恨，曾有多起被杀死的极端情况发生[9]。
- “鱼（民）”：机动车驾驶员，除了非法营运的私人出租车主外，还有私家车主等有可能会因贪图小利[10]，或出于好心[11]而上当受骗，被钩子钩到，每次被钓损失5千-5万元人民币不等[7]。
- “黄牛”：因和扣车部门有关系，可以帮助鱼（民）以更少的支出，将被扣车辆取出的人，大大降低了鱼（民）的损失[11]。

#### 流程
1. 城市管理（行政执法）局交通执法大队通知钓头，安排今天的工作区域和工作量
2. 钓头安排钩子出动，试用引诱、欺骗、博得同情心等手段，造成私家车驾驶员违法营运的假象
3. 执法大队出动，抓捕鱼（民），进行处罚
4. 执法部门、钓头和钩子，三方分配利润[12]

#### 事件
- 历史上，隋文帝曾屡屡钓鱼执法，先安排人私下贿赂官员，后将凡收受者均处死刑。[13]是正史首次有记载的钓鱼执法。
- 2000年6月22日，徐长溉驾驶本溪满族自治县登记的出租车，在本溪市内遭遇钩子，被罚款10500元。[14]
- 2001年10月17日，深圳市姜先生在某媒体刊登了带车求职广告，次日上午有一自称姓张的男子打电话说聘用姜先生去盐田接人并给报酬。之后被执法大队抓获，被罚款5000元。[15]
- 2002年9月6日，王新行驾驶本单位车辆，在昌黎县城附近的205国道上遭遇钩子，被罚款5000元。[16]
- 2005年4月17日，宜兴市市区东氿路附近，一鱼（民）与钩子在争夺行驶中的车辆的方向盘时，将正常行驶的摩托车驾驶员王洪才当场撞死，另有2人受重伤。[17]
- 2006年12月4日，衡水市桃城区河沿镇三杜庄村民彭立生与钩子在争夺行驶中的车辆的方向盘时，撞上立交桥墙面，当场死亡，另有3人受重伤，受伤者疑似钩子。[18]
- 2008年3月7日中午，在上海市奉贤区头桥镇某汽车修理厂，30多岁的女黑车举报协查人员陈素军（即钩子）被“黑车”司机杀死。[19]
- 2009年9月8日下午，张晖驾驶一辆皖牌福特轿车，遇到一钩子，在闵行区北松路1358号被区交通执法大队执法检查时查获。9月14日，区交通执法大队作出了行政处罚决定。[20]10月29日，张晖从闵行区建交委，领取他此前被罚没的10200元罚没款，其中代驾费200元。[21]
- 2009年10月14日，18岁的河南籍男子孙中界驾驶公司的面包车，遇到一钩子陈雄杰[22]，被骗后遭殴打、逮捕和处罚，后孙中界自断一指以示清白。[23]10月20日，上海浦东新区政府公布核查结果，称孙中界案处理无误并否认有“钓鱼执法”问题。10月26日，上海浦东新区举行发布会，区长姜樑承认孙中界事件中存在“钓鱼”式执法，区政府将依法终结此案，并向社会公众公开道歉。[24]
- 2009年10月19日，段先锋开着公司的车送人到广州白云机场坐飞机，车子放下人之后，一名男子与其搭话，“他要求搭车回东莞，我当然不理了，再三说：这不是我的车！”但是,当对方表示要给两包烟时，段先锋心动了：“我一个月一千来块钱收入,两包烟对我确实还算诱惑。”段先锋同意了这位陌生男子的搭车请求。车子开出后不久，被广州运政查获，他让男子上车的性质则被定为“非法营运”[10]。
- 2009年11月12日上海市釣魚受害者張晖收到一封自稱是“釣頭”的恐嚇信。其律師郝勁松分析稱這封信件不太可能是“釣頭”寫的。張暉訴執法大隊案即將開庭，此案如勝訴，以前敗訴的車主可能申請再審，法院壓力很大。[25]2009年的此类事件被媒体曝光，包括新华社、人民日报和光明日报等多家媒体对此类事件进行了详细报道。

### 臺灣
在臺灣，「釣魚偵查」成立的要件為國家介入一個尚未發生或正在進行中的犯罪，因此執法是否屬「釣魚偵查」必須就「犯罪是否已經結束」是否「積極貢獻犯罪進行」或只是被動記錄犯罪過程，以及是否具備「國家性」進行判斷。

#### 警察職權行使法
警察職權行使法第三條第三項有明確寫出:[警察行使職權，不得以引誘、教唆人民犯罪或其他違法之手段為之。]

#### 分類

##### 實務見解
釣魚偵查依據其實否合法可以分為合法的「機會提供型」；與違法的「犯意誘發型」。其判斷標準，最高法院一向採取「主觀標準說」，亦即視國家機關的行為是否引起行為人之新犯意，抑或僅是提供原已有犯意之行為人以犯罪之機會。
根據最高法院九十九年度台上字第三七七一號號形式判決：
誘捕偵查類型中之「犯意誘發型」，因係司法警察或所吸收之線民以引誘、教唆犯罪之不正當手段，使原無犯罪意思或傾向之人因而萌生犯意而實行犯罪行為，嚴重違反刑罰預防目的及正當法律程序原則，應認屬於違法之誘捕偵查，其因此所取得之證據不具正當性，對於公共利益之維護並無意義，應予絕對排除，以強化被誘捕人基本權利之保護密度。至於為因應不同犯罪類型之「機會提供型」誘捕偵查，乃行為人原已具有犯罪之意思或傾向，僅因司法警察或其線民提供機會，以設計之方式，佯與之為對合行為，使其暴露犯罪事證，俟著手於犯罪行為之實行時，予以逮捕偵辦，實務上稱之為「釣魚偵查」，歸類為偵查技巧之一環，因而被評價為合法之誘捕偵查。

##### 學說
學說上有批評最高法院所採取的主觀化標準者，亦即其認為最高法院所謂「本已具有犯罪傾向」往往指犯罪人是否有前科，實務上的結果就是只要有前科就有事前的犯罪傾向。
況且縱使本來已經具有犯罪傾向，仍然應該加以考量客觀面向的事實，例如國家是否過度介入犯罪歷程，甚至進一步破壞既存的犯罪防止機制，顛覆一般預防之刑罰功能，才使本具犯意之行為人得以遂行犯罪。以下即介紹學說上的「客觀標準說」。
    在客觀標準說下，學說認為應該討論以下幾點：
（一）被告是否已有犯罪嫌疑：在誘餌第一次接觸的誘捕行為之前，警員有無可開始偵查之具體根據且已開始偵查？抑或員警正是因為該次誘捕行為才得知被告之犯罪嫌疑？
（二）餌的方式與強度是否對被告形成過大之壓力。應考量誘餌的重複性、時間久暫性、犯罪與否的利差（是否提高遠高於市價的價碼，亦應考量被告之經濟狀況）。
（三）應考量「誘餌行為的被動性」。在行為人並非已具有具體犯罪方式之規劃，而後由線民報告國家偵查機關再予以追訴，不具被動性。
（四）應考量「被告罪中的犯罪範圍是否超過挑唆行為」。若挑唆五包毒品而查獲五百包，則可以認為係爭犯罪並非全然由國家挑唆所生，反之，若僅查獲五包，則更可證明係爭犯罪全由國家挑唆所生。但此僅為以上三基準的輔助標準。

#### 法律效果

##### 實務見解
違法的犯罪挑唆在訴訟法的效果，乃是適用證據排除的法理，即禁止相關證據呈現在法庭上。但學說認為此見解不妥，蓋依據實務，理應被排除的相關證據仍舊常依據刑事訴訟法第158-4條經過利益權衡後適用在個案事實認定上。

##### 學說
學者林鈺雄主張採取「個人排除刑罰事由說」。即被告仍為犯罪，但由於國家之刑罰權自始即存在嚴重違法之瑕疵，故實體刑罰權消滅，國家不得處罰被告。其理由在於，在一般預防之觀點下，由於行為人懼於刑罰等預防犯罪之各種措施而不敢犯罪，國家竟以違法挑唆之方式製造犯罪，則所應預防者為國家之違法行為，故應否定個案刑罰權之存在。

### 香港
在香港，“釣魚執法”、“警方设陷”（Entrapment）法理上指當事人本無意圖違法，欲遭執法人員的引誘而犯罪。而香港只許通稱「放蛇」的執法現象，即缉捕圈套，指當事人有犯罪意圖，而執法者設下圈套不涉及「意圖犯罪，或意圖協助、教唆、慫使或促致犯罪」。《刑事訴訟程式條例》（香港法例第221章）第89條（協助犯，教唆犯及從犯）：“任何人協助，教唆，慫使或促致另一人犯任何罪行，即屬就同一罪行有罪。”。
行政、執法部門曾假扮嫖客、妓女、賭客或其他顧客等隱蔽身份，待當事人從事違法行為時揭露身份，將其抓捕的例子。放蛇行动包括警察假扮妓女，将嫖客逮捕，以及假扮嫖客，在答應性交易後将妓女逮捕的行为。，但若警察的確與妓女發生性行為（因參與犯罪，涉及"意圖犯罪，或意圖協助、教唆、慫使或促致犯罪"的問題。），則根據香港法例，不能對該妓女予以起訴。2019年有報導指，香港有酒吧發生涉向顧客提供「揸波遊戲」，並拘捕涉案人。這案例引起多項來自社會和法律界的爭議，包括「不合理的放蛇次數」、揸胸屬否「性服務」犯罪的爭議等。此外，也有警察假意購買毒品，然後抓捕毒販。
於2017年，香港警察曾經多次進行打擊Uber司機行動，並以『非法載客取酬』名義拘捕29名男女司機。其後Uber發言人直指對警方行動感到失望，Uber已備有符合本港法例要求的汽車共乘保險，保障所有車程，最高賠償金額為一億元。汽車共乘並不應是罪行，但現行的交通條例卻未能趕上這個創新科技。立法會議員莫乃光質疑，若知道服務可能違法，為何投資推廣署仍引入Uber到香港，形容事件諷刺。2019年，警方於爭議期間被指有釣魚執法行為，刻意隱蔽身份，採取手段引誘被執法人做出違法行為。於2019年12月28日晚有網民發起在九龍灣德福廣場進行抗議活動，期間有防暴警懷疑拍攝現場記者樣貌放到telegram即時通訊群組，惟被網民發現涉事者疑似同時加入多個示威集會相關群組，發表煽動性言論。有網民質疑警方主動引人犯法，再行誘捕。。

### 美国
美国也有这一类的执法现象。如在网上装作未满14岁少女吸引恋童癖者，等待后者要求发生性关系，或假扮不法交易商引出不法交易者等。美国法律规定，被“钓鱼”中套的一方只有在证明了以下三点后才能说明自身无过错：
1. 犯罪的想法来源于执法方而不是其自发的；
2. 执法方诱使其犯下了罪行；其中的“诱使”需要强有力的证明，仅仅证明执法方营造了有利犯罪的环境或条件不能说明“诱使”，必须证明执法方有强制性或故意劝服的行为[44]。
3. 在执法方诱使之前，其并未准备好以及未有自发意愿犯下指定罪行。如果一个执法方的“卧底”向一个携带了一公斤海洛因的人购买海洛因后将其抓捕，后者将不能自证无过错，因为他贩卖毒品的意图明显[44]。

## 外部連結
- 中華人民共和國道路運輸條理（页面存档备份，存于）
- 世界各地的釣魚執法（页面存档备份，存于）